# 韋邱佩芳
韋邱佩芳（英語：Daisy Wai），加拿大政治人物，是代表列治文山选区的省議員。她是安大略省进步保守党成员，在2018年省选首次当选，以超過10,000票的优势击败自由黨籍的時任议员莫偉力。

## 早期职业生涯
韋邱佩芳是一名企业家，她通过「繁榮加拿大」（Prosper Canada）的自僱福利计划创办了自己的公司，后来更担任了「繁榮加拿大」的董事会成员。

## 2018年省选
韋邱佩芳表示，她參選的目标是鼓励和提高华人社区的政治参与度。

## 社区参与
韋邱佩芳曾任約克區警察委員會成员和列治文山商会主席。

## 奖项
韋邱佩芳曾获伊丽莎白女王金紀念勳章及鑽石纪念勳章、列治文山商会商业成就奖、加拿大华裔企业家奖、列治文山镇义工成就奖，以及加拿大最佳150名妇女奖。